# NGC 5115
NGC 5115 (również PGC 46754 lub UGC 8408) – galaktyka spiralna z poprzeczką (SBc), znajdująca się w gwiazdozbiorze Panny. Odkrył ją Lewis A. Swift 25 marca 1887 roku.